# Oegophiurida
Ordre
Les Oegophiurida constituent un ordre d'ophiures à la phylogénie sujette à débat.

## Controverses taxinomiques
L'ordre Oegophiurida est constitué de quatre famille fossiles de l'Ordovicien au Carbonifère et parfois d'une espèce actuelle (Ophiocanops fugiens) pour Smith, Paterson, & Lafay, 1995. Ophiocanops fugiens est un Ophiomyxidae Phrynophiurida pour Pearse, Pearse, Hendler, & Byrne, 1998.

## Classification
- sous-ordre †Lysophiurina
  - famille †Protasteridae
- sous-ordre Zeugophiurina
  - famille †Furcasteridae
  - famille †Klasmuridae
  - famille †Lapworthuridae
  - famille Ophiocanopidae
    - genre Ophiocanops
      - Ophiocanops fugiens